# Jaroslav Krejčí

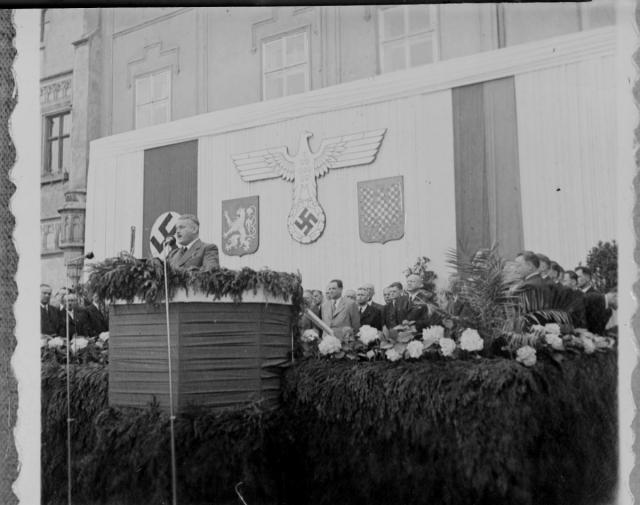
Krejčí während einer Rede in Tábor

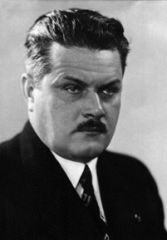
Jaroslav Krejčí (1934)

Jaroslav Krejčí (* 27. Juni 1892 in Křemenec na Moravě; † 18. Mai 1956 in Prag) war ein tschechoslowakischer Rechtsanwalt und Politiker. Er war von 19. Januar 1942 bis 19. Januar 1945 Ministerpräsident des deutschen Protektorats Böhmen und Mähren.

## Leben
Nach einem Juraabschluss an der Karlsuniversität 1915 war Krejčí in der Tschechoslowakei im Öffentlichen Dienst tätig. Ab 1938 war er Professor an der Masaryk-Universität. Der enge Freund des tschechoslowakischen Präsidenten Emil Hácha wurde am 12. Dezember 1938 Justizminister des Landes in der Regierung Rudolf Beran I. 
Er wurde 1939 mit Entstehung des deutschen Protektorats Böhmen und Mähren auch dessen Justizminister in der Regierung Rudolf Beran II sowie Regierung Alois Eliáš. Von 19. Januar 1942 war er bis 19. Januar 1945 Ministerpräsident als Nachfolger des von den Deutschen 1941 verhafteten und 1942 hingerichteten Alois Eliáš.
Seine Regierung Jaroslav Krejčí war vollständig auf die Zusammenarbeit mit dem Deutschen Reich angewiesen. Da das Protektorat knapp außer Reichweite alliierter Bomber lag, lieferte die Wirtschaft des Protektorats bis zum Kriegsende beinahe ungestört wichtige Kriegsgüter.
Am 20. August 1943 wurde ein Deutsches Staatsministerium für Böhmen und Mähren errichtet. Wilhelm Frick zum Reichsprotektor ernannt, verlor aber fast alle Kompetenzen, er fungierte nur noch als „Vertreter des Führers in dessen Eigenschaft als Staatsoberhaupt“. Der sudetendeutsche Karl Hermann Frank behielt sein Amt als Höherer SS- und Polizeiführer und wurde Deutscher Staatsminister für Böhmen und Mähren. Frank sorgte nach seiner Ernennung am 25. August 1943 dafür, dass die dem Protektorat zugestandene autonome Selbstverwaltung unter Krejčí völlig bedeutungslos wurde.
Krejčís Nachfolger als Ministerpräsident wurde im Januar 1945 Richard Bienert. Nach Kriegsende wurde Krejčí wegen Kollaboration zu 25 Jahren Haft verurteilt und starb im Gefängnis.